# Rentrer en Soi
RENTRER EN SOI (jap. リエントール アン ソイ rientooru an soi) – japoński rockowy zespół visual kei założony 2001 roku. W języku francuskim nazwa zespołu może być dosłownie tłumaczona jako „wejrzeć w siebie”, chociaż wyrażenie to nie jest gramatyczne. Zespół składa się z pięciu członków. Przez lata zespół stał się szerzej znany i słuchany, ale pozostał niezależnym zespołem.
Poprawną transliteracją „rentrer en soi” w języku japońskim byłoby rantore an sowa (jap. ラントレアンソワ).

## Historia
W 2001 roku zespół rozpoczął działalność tylko z czterema członkami – Satsuki, Takumi, Ryo i Ao. W marcu 2003 roku Mika dołączył do zespołu jako perkusista. Pod koniec trasy w lutym 2004 roku Ao opuścił zespół i został zastąpiony przez Shun w ciągu miesiąca.
W 2006 roku zespół podpisał kontrakt z europejską wytwórnią Gan-Shin, a później z amerykańską Free-Will. 19 października 2007 roku zespół zagrał na konwencji Oni-Con w Houston w Teksasie. Był to ich pierwszy koncert w Stanach Zjednoczonych.
Rok 2008 rozpoczął się od wydania singla „Stigmata” w marcu, a także trasą koncertową po Japonii „Tour 2008 Death Match” z zespołem UnsraW. Zespół był zapowiedziany na wydarzeniu Free-Will „Clash Against Commercialism” w Nokia Theatre (Best Buy Theater) w Nowym Jorku, jednak wydarzenie to zostało odwołane dwa tygodnie wcześniej ze względu na trudności z uzyskaniem wiz dla muzyków. Wkrótce po tym, RENTRER EN SOI ponownie ogłosili, że wystąpią w Stanach Zjednoczonych na konwencie Anime NEXT.
16 września 2008 roku RENTRER EN SOI ogłosili, że zespół rozpadnie się. Wydali album ze swoimi najlepszymi przebojami 19 listopada 2008 roku, a ich ostatni koncert zaplanowano na 25 grudnia 2008.

## Członkowie
- Satsuki (砂月) – wokal
- Takumi (匠) – gitara
- Shun (瞬) – gitara
- Ryo (遼) – gitara basowa
- Mika (未架) – perkusja

### Byli
- Ao (蒼) – gitara

## Dyskografia

### Albumy
- Sphire–Croid (26 stycznia 2005)
- RENTRER EN SOI (31 maja 2006)
- The bottom of chaos (1 sierpnia 2007)
- AIN SOPH AUR (19 listopada 2008)

### Minialbumy
- Yurikago (jap. ゆりかご) (31 stycznia 2004)
- Astre no Ito (jap. Astreの絲) (24 sierpnia 2005)
- Kein no Hitsugi (jap. Keinの棺) (24 sierpnia 2005)

- MEGIDDO (22 października 2008)

### Demo
- Special X’mas Tape (25 stycznia 2001)

### Single
- Hajimari no Namida o Oto ga Kaze ni Kisareru Yoru ni... (jap. 初まりの涙の音が風に消される夜に...) (19 czerwcz 2001, drugie wydanie: 22 sierpnia 2001)
- Hitsuu Kizuato (jap. 悲痛傷痕) (27 marca 2002)
- Hoshikuzu no Rasen –ReSpirial– (jap. 星屑の螺旋 –ReSpirial–) (16 marca 2003)
- Ichigo Oblate (jap. 苺オブラート) (16 marca 2003)
- Shinwa (jap. 神話) (16 marca 2003)
- Sakura Mai ~Yume no Naka Mezamereba~ (jap. 桜舞 〜夢の中目覚めれば…〜) (1 maja 2003)
- Jukai Kokuchi ~La Renaissance (jap. 受胎告知 〜La Renaissance) (10 lutego 2004)
- wither (27 października 2004)
- Zenkeshiki Kusai Hateru Ima, Yuiitsu... (jap. 全景色腐り果てる今、唯一...) (27 lutego 2005)
- Mizu Yume Miru Chouchou (jap. 水夢見る蝶々) (25 maja 2005)
- PROTOPLASM (22 lutego 2006)
- Karasu Iro no Taiji (jap. 鴉色の胎児) (25 kwietnia 2006)
- I hate myself and want to... (25 października 2006)
- Misshitsu to Kodoku ni Dokusareta Yuutsu (jap. 密室と孤独に毒された憂鬱) (21 grudnia 2006)
- THE ABYSS OF DESPAIR (28 marca 2007)
- AMONGST FOOLISH ENEMIES (18 kwietnia 2007)
- STIGMATA (26 marca 2008)
- UNENDING SANCTUARY (30 lipca 2008)

### DVD
- Cinema Cradle (25 sierpnia 2004)
- MILLENARIANISM 〜THE WAR OF MEGIDDO〜 (4 marca 2009)

### Składanki
- Cure – Japanesque Rock Collectionz (28 lipca 2004)
- Duel Shock!! 2~Rentrer en Soi vs Sulfuric Acid – Neo Shaped Children (5 kwietnia 2004, z SULFURIC ACID)